# Gattopardismo
Il gattopardismo è una strategia conservatrice che consiste nel cambiare la forma apparente senza mutare la sostanza.

## Significato
Con gattopardismo si intende, in particolare, l'ostentazione di idee progressiste nascondendo il fine di mantenere dei vecchi privilegi anche nella nuova fase politica. Il riferimento è al tema del romanzo "Il gattopardo" di Giuseppe Tomasi di Lampedusa, da cui è originata l'espressione. 
Per estensione, si intende anche la strategia conservatrice di mutare la forma al fine di mantenere il vecchio stato delle cose con l'apparenza della novità.

## Contesto d'uso
Il termine viene utilizzato nel linguaggio giornalistico, ma anche letterario, politico e manageriale.

## Origine
Il termine trae origine dal romanzo "Il Gattopardo" di Tommasi di Lampedusa, ovvero della metafora del titolo.

Una spiegazione dell'espressione è contenuta in una frase del romanzo stesso, pronunciata dal giovane nobile siciliano Tancredi Falconeri nel contesto dell'imminente unificazione italiana e in riferimento al passaggio dei quadri della vecchia nobiltà conservatrice nelle nuove gerarchie postunitarie:
Se vogliamo che tutto rimanga come è bisogna che tutto cambi.